# Biserica luterană din Orăștie
Biserica luterană din Orăștie este un monument istoric aflat pe teritoriul municipiului Orăștie.

## Istoric
În evul mediu întreaga comunitate folosea aceeași biserică, actuala biserică reformată din Orăștie. După reforma protestantă maghiarii din oraș au adoptat reforma după Jean Calvin, iar sașii reforma după Martin Luther. După ce timp de trei secole au folosit alternativ cu maghiarii fosta biserică romano-catolică, la începutul secolului al XIX-lea sașii și-au construit un nou lăcaș de cult, în imediata vecinătate a bisericii vechi.